# Dobrik (przystanek kolejowy)
Dobrik (ros. Добрик) – przystanek kolejowy w lasach w pobliżu miejscowości Dobrik, w rejonie unieckim, w obwodzie briańskim, w Rosji. Położony jest na linii Orsza - Uniecza.